# Mbabane
Mbabane – stolica i drugie co do wielkości miasto Eswatini, położone w zachodniej części kraju.
Mbabane jest ważnym ośrodkiem politycznym i handlowym kraju.

## Historia
Miasto założone zostało na przełomie XVII i XVIII wieku jako siedziba króla. Od 1968 roku jest stolicą niepodległego państwa.

## Gospodarka

### Przemysł
- spożywczy
- włókienniczy
- drzewny
- metalowy
- Ośrodek wydobycia azbestu i rud żelaza

## Miasta partnerskie
- Fort Worth, Stany Zjednoczone
- Tajpej, Tajwan